# El Gen Argentino
El Gen Argentino byla televizní soutěž, kterou podle formátu BBC Great Britons, uspořádala v roce 2007 argentinská televizní stanice Telefe. Diváci měli vybrat největší osobnosti argentinské historie. Soutěž měla ovšem trochu jiná pravidla než ve většině ostatních zemí. Diváci volili zvlášť v pěti samostatných okruzích: Politici 19. století, Politici 20. století, Popkultura a média, Umění a věda a Sport. Z každého okruhu byli dva zástupci zvoleni do elitní desítky, která byla vyhlášena na slavnostním večeru. V první desítce už se dále neurčovalo pořadí. Do ankety se zapojilo 350 000 hlasujících.

## Prvních 10 osobností

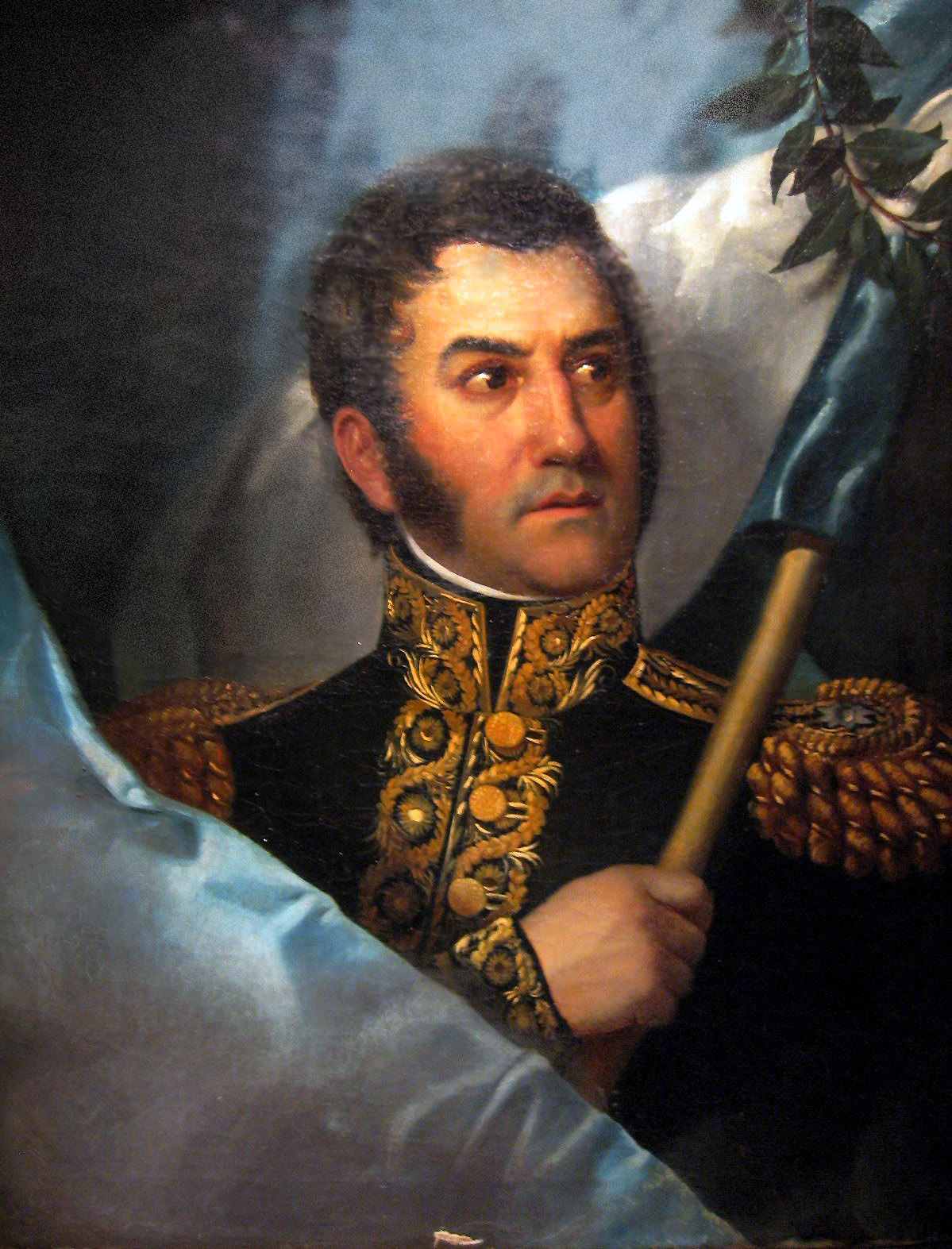
José de San Martín

1. José de San Martín (1778–1850), revolucionář
2. René Favaloro (1923–2000), vynálezce by-passu
3. Juan Manuel Fangio (1911–1995), automobilový závodník
4. Alberto Olmedo (1933–1988), herec
5. Che Guevara (1928–1967), revolucionář

6.–10. místo
- Diego Armando Maradona (1960–2020), fotbalista
- Eva Perónová (1919–1952), první dáma
- Jorge Luis Borges (1899–1986), spisovatel
- Manuel Belgrano (1770–1820), revolucionář
- Roberto Fontanarrosa (1944–2007), kreslíř a spisovatel